# Gioacchino Martorana
Gioacchino Martorana (Palermo, 19 agosto 1735 – Palermo, 27 novembre 1779) è stato un pittore italiano.

## Biografia
Gioacchino Martorana, figlio del pittore Pietro Martorana, dal quale ricevette i primi insegnamenti, è stato un pittore italiano del classicismo e rococò a Roma e in Sicilia.
Nel 1749 si recò a Roma per apprendere nella bottega artistica di Sebastiano Conca, indirizzato da Giuseppe Vasi, discepolo del padre. Fu poi allievo del Marco Benefial, che era Accademico di San Luca, sempre grazie alla segnalazione del Vasi, di cui sposò la figlia Caterina. 
A Roma esegue i dipinti su tavola della Chiesa di Santa Dorotea.
Nel 1759 ritornò a Roma per rimanervi fino ai primi anni sessanta, per tornare poi in Sicilia. Dal 1764 risulta attivo nel capoluogo isolano dove ha commissioni per chiese e palazzi nobiliari. È l'anno in cui firma e data gli affreschi allegorici di Palazzo Asmundo, i quali inneggiano alla giustizia terrena e divina, con intento di magnificare il ruolo di presidente di giustizia del committente Giuseppe Asmundo Paternò. Realizza anche gli affreschi di Palazzo Natoli, in cui rappresenta il periplo eroico della famiglia del marchese Vincenzo Natoli, che li farà realizzare in onore della moglie.

## Stile
Inizialmente basato sul classicismo romano di Carlo Maratta e Sebastiano Conca, si trasferisce a uno stile di pittura che unisce il rococò francese sensuale ed elegante con la robustezza dell'arte siciliana.

## Opere

### Agrigento e provincia
Licata 
- 1778, Deposizione dalla Croce o Pietà, olio su tela, opera custodita nel santuario di Sant'Angelo.

### Messina e provincia
Caronia 
- XVIII secolo, Annunciata, dipinto su tavola, opera documentata nel duomo di Maria Santissima Annunziata di Marina di Caronia.

### Palermo e provincia
Bisacquino 
- XVIII secolo, Madonna del Paradiso, olio su tela, opera custodita nel duomo di San Giovanni Battista.

 Caccamo 
- XVIII secolo, Sant'Agostino in estasi, dipinto, opera custodita nella chiesa di Sant'Isidoro.

 Corleone 
- XVIII secolo, Maria Maddalena, dipinto su tavola, opera documentata presso il Museo Diffuso.
  - XVIII secolo, Immacolata, dipinto su tavola, opera documentata nella chiesa madre dell'Alto Belice Corleonese.

 Monreale 
- XVIII secolo, Ciclo, affreschi raffiguranti il Trionfo della religione, il Sogno di Guglielmo, opere documentate nel refettorio del Seminario arcivescovile di Monreale.
- 1763, Madonna tra i Santi Pietro, Carlo Borromeo e Filippo Neri, pala d'altare, opera commissionata per il Seminario arcivescovile di Monreale.
- 1768 - 1769, Madonna che appare in sogno a Guglielmo II, pala d'altare, opera commissionata per il Seminario arcivescovile di Monreale, attualmente custodita presso il  Museo diocesano di Monreale.

 Palermo 
- 1764, Ciclo improntato sul tema delle virtù della giustizia, affreschi, opere presenti sulle volte degli ambienti di Palazzo Asmundo.
- 1765, Quattro martiri, dipinto, opera documentata nella chiesa di Santa Maria a Monte Oliveto.
- XVIII secolo, Adorazione dei Magi,[1] dipinto su tavola, opera documentata nella chiesa dei Tre Re e attualmente custodita nel Museo diocesano.
- Chiesa di Santa Ninfa dei Crociferi:[2]
  - 1768, Santa Ninfa, grande dipinto ad olio, raffigurante Santa Ninfa e le sante patrone palermitane Rosalia, Agata ed Oliva al cospetto della Trinità, della Vergine Maria e di San Giuseppe, opera custodita sull'altare maggiore.
  - 1768, Dottori della Chiesa, quadroni a fresco siti sulle pareti del coro e raffiguranti i Dottori della Chiesa, a destra San Girolamo e San Gregorio Magno, a sinistra Sant'Agostino e Sant'Ambrogio.
  - 1768, Il Trionfo della Croce tra gli Apostoli, affresco.[3]
- 1770c., Ritratto dell'architetto Venanzio Marvuglia, olio su tela, opera custodita nella Biblioteca comunale di Casa Professa.
- 1770, Viceré Fogliani e sua moglie, pannello dipinto, opera documentata nel Palazzo Reale.
- 1770, Ciclo con temi allegorici comprendente la Gloria del Principe, affreschi, opere realizzate sui soffitti della Sala Banchetti o Sala Martorana di Palazzo Comitini.
- XVIII secolo, Ciclo, studi e bozzetti preparatori, ripristino dei mosaici della Cappella Palatina.[4]
- 1775c., Maria Vergine col Bambino e San Filippo Neri, pala d'altare, opera custodita nell'Oratorio di San Filippo.[5]
- Chiesa di Santa Maria della Purificazione:
  - 1779, Trionfo della Croce con il Risorto, affresco, opera realizzata nell'abside.[6]
  - 1779c., Ciclo, dipinti.[6]
- XVIII secolo, Ciclo di affreschi comprendente Madonna con Bambino che prega San Vincenzo Ferreri, Assunta tra angeli e arcangeli e altri episodi che narrano il periplo eroico e le gesta storiche della principesca famiglia Natoli, opere presenti sulle volte degli ambienti di Palazzo Natoli.
- XVIII secolo, Ciclo, decorazione ad affresco, opere realizzate sulle volte degli ambienti di Palazzo Celestri di Santa Croce o Palazzo di Sant'Elia.
- XVIII secolo, Allegoria dell'amore coniugale, affresco, opera realizzata a Palazzo Guggino.
- XVIII secolo, Ciclo di affreschi realizzati con la tecnica del trompe-l'œil, opere presenti sulle volte degli ambienti di Palazzo Branciforte di Butera.
- XVIII secolo, Ciclo di affreschi allegorici sul tema Amore coniugale, opere realizzate sulle volte degli ambienti di Palazzo Bordonaro.
- Galleria Regionale della Sicilia «Palazzo Abatellis»:
  - XVIII secolo, Sacra Famiglia, dipinto su tela.
  - XVIII secolo, La Gloria, dipinto su tela.